# Aylacostoma chloroticum
Aylacostoma chloroticum es el nombre científico de una especie de caracol de agua dulce de la familia Hemisinidae en el orden de los Mesogastropoda. Esta especie se encuentra extinguida en estado silvestre a causa de la construcción de la represa de Yacyretá, aunque se ha detectado una población en estado frágil de conservación.

## Descripción
Conchilla cónica, fusiforme, desgastada en el ápice,a veces totalmente truncada. Color pardo claro a pardo verdoso. Diminutas manchas lineares, dispuestas en espiral, de color marrón oscuro rojizo en algunos ejemplares adultos. Protoconcha lisa, únicamente presente en especímenes juveniles (de la bolsa incubadora), con dos vueltas convexas y redondeadas. Los ejemplares juveniles presentan,desde estadios embrionales, muy delicadas manchas lineales de color rojo vinoso, exceptuando la banda subsutural, que no lleva decoración. Teleoconcha de hasta ocho vueltas, la mayoría de las veces solo con tres a cuatro vueltas persistentes. Espira alta de anfractos plano-convexos, última vuelta moderadamente convexa. Superficie esculturada con cordones planos y surcos estrechos, algo irregulares en cada anfracto; esta escultura puede estar atenuada en algunos ejemplares. Sutura plana, rebajada no excavada. Bandas transversales oscuras alrededor de la cabeza, tentáculos y región dorsal del pie.

## Distribución geográfica
Aylacostoma chloroticum es una especie neotropical que se distribuye en el río Paraná, en la región conocida como Alto Paraná, entre Argentina y Paraguay. De acuerdo a Núñez et al. (2010) la distribución de la especie está incluida en la provincia malacológica Misionera. La especie es endémica de la región, con un rango de distribución que abarcaba poco menos de 150 km de río, entre los 56°50´ O y los 55°40´ O de longitud, en un área donde abundaban islas, islotes, rápidos y correderas.
La construcción de la Represa Binacional Yacyretá (Argentina-Paraguay) y posterior llenado de su embalse (desde 1993 hasta 2011) impactó negativamente en la distribución de la especie, que actualmente se restringe a una única población conocida en la localidad argentina de Candelaria, Misiones (27°26´50,96” S; 55°45´0,84” O).

## Hábitat
Aylacostoma chloroticum es una especie dulceacuícola. Habita ambientes de alta energía, como eran los rápidos de Apipé en el río Paraná (actualmente inundados por el embalse Yacyretá), donde esta especie había sido registrada a escasa profundidad junto a otras dos especies del género, y dos morfotipos no determinados. También se han registrado ejemplares que habitan sustratos limoso y arenoso, en ambientes más protegidos del río Paraná, con menor velocidad de corriente del agua.

## Estado de conservación
Aylacostoma chloroticum está catalogada como una especie endémica y vulnerable para la Argentina. Figura como “extinta en estado silvestre” en la Lista Roja de las Especies Amenazadas de la UICN. La situación de esta especie en su ambiente natural es crítica, debido a la drástica modificación que sufrieron los ambientes que habitaba la especie tras el llenado del embalse Yacyretá. Solo persiste en un único sitio de emplazamiento, en un área que sufrió importantes modificaciones como inundación y modificación de la línea de costa como consecuencia de alcanzarse la cota definitiva prevista por Yacyretá y por la construcción de la avenida costanera de la localidad de Candelaria (Misiones, Argentina). No obstante, la especie está siendo reproducida en cautiverio a través de un programa de conservación ex situ del que participan la Entidad Binacional Yacyretá, el Museo Argentino de Ciencias Naturales “Bernardino Rivadavia” y la Universidad Nacional de Misiones (Argentina).